# チェチェン語
チェチェン語（チェチェンご、Нохчийн мотт）は、ロシア連邦内のチェチェン共和国の公用語。話者は約90万人。話者のほとんどはロシア語との二言語併用者である。

## 歴史
ロシアによる征服以前、チェチェンにおけるほとんどの著作物はイスラム教のテキストや氏族史から成っており、それらは通常アラビア語で書かれていたが、時にはチェチェン語がアラビア文字で記されることもあった。チェチェン語の文語は十月革命の後に作られ、1920年代半ばからアラビア文字の代わりにラテン文字が使用されるようになった。キリル文字は1938年に採用された。中世チェチェンの土地や人々に関する文献は主にアラビア文字とグルジア文字で記されたが、そのほぼ全ては1944年にソ連当局によって破壊されてしまい、現代のチェチェン人と現代の歴史家に残されたものは、破壊され、もはや存在しない歴史的文献の宝庫のみだった。
ヨルダン、トルコ、シリアのチェチェン人ディアスポラはチェチェン語を流暢に話すが、努力して文字を学んだ人を除いて、一般的にチェチェン語の読み書きはできない。これらの国ではキリル文字が一般的に知られていないため、ヨルダンとシリアではアラビア文字が、トルコではラテン文字が使われている。

## 系統
系統的には北東コーカサス語族（ナフ・ダゲスタン語族）のナフ語派（Nakh）に属する。ナフ語派に属する言語には、ほかにイングーシ語とバツ語（あるいはバツビ語、ツォヴァ・トゥシ語）がある。チェチェン語は特にイングーシ語と近く、ヴァイナフ諸語を形成する。

## 言語名別称
- Galancho
- Nokchiin Muott
- Nokhchiin

## 方言
チェチェン語の方言は、チェチェン共和国内の地理的位置によって分類される。北部の低地の方言は「オハロイ・ムオット」（"Oharoy muott",　「低地民の言葉」の意）と呼ばれ、南部の山岳部族の方言は「ラアマロイ・ムオット」（"mountainer's language", 「山岳民の言葉」の意）と呼ばれている。
- Ploskost (che-plo)
- Melkhin (che-mel)
- Itumkala (che-itu)

## 地理的分布
2020年のロシア国勢調査によれば、ロシアでは149万人がチェチェン語を話すことができると回答している。

### 公用語
チェチェン語はチェチェン共和国の公用語である。

### ヨルダンとの関係
19世紀のコーカサス戦争により、コーカサス地方に住んでいたムスリムの諸民族がロシア帝国の侵略を逃れてオスマン帝国領（現在のシリアやヨルダンなど）に移り住んだ。ヨルダンのチェチェン人はヨルダン・ハシミテ王国と良好な関係にあり、独自の文化と言語を順守している。ヨルダンのチェチェン人コミュニティではチェチェン語の使用が盛んである。ヨルダンのチェチェン人は基本的にチェチェン語とアラビア語のバイリンガルであるが、チェチェン人の間ではアラビア語を使用せずチェチェン語を話す。ヨルダン人の中にはチェチェン語の読み書きができる者もおり、チェチェンからヨルダンを訪れる人々に読み書きを教えることがある。

## 音韻
チェチェン語の音韻学的な特徴としては、アラビア語や北アメリカのセイリッシュ語族などに似た子音や音が豊富であること、スウェーデン語やドイツ語に似た母音体系が多いことなどが挙げられる。

### 子音
チェチェン語の子音は、他の多くのコーカサス諸語と同様、約40から60（方言や分析によって異なる）であり、ヨーロッパの言語と比べてはるかに多い。この地域の典型的な特徴として、閉鎖音が有声音、無声音、放出音、長子音化した硬音の4種類に区別される点が挙げられる。さらに、この内放出音以外は咽頭化と非咽頭化を区別する。
|        |        |        | 唇音   | 唇音 | 歯茎音 | 歯茎音 | 後部歯茎音 | 後部歯茎音 | 軟口蓋音 | 口蓋垂音 | 咽頭音 | 声門音 | 声門音 |
| 通常   | 咽頭化 | 通常   | 咽頭化 | 通常 | 咽頭化 | 通常   | 咽頭化     |            | 軟口蓋音 | 口蓋垂音 | 咽頭音 |        |        |
| ------ | ------ | ------ | ------ | ---- | ------ | ------ | ---------- | ---------- | -------- | -------- | ------ | ------ | ------ |
| 鼻音   | 鼻音   | 鼻音   | m      | mˤ   | n      | nˤ     |            |            |          |          |        |        |        |
| 破裂音 | 無声音 | 軟音   | pʰ     | pˤ   | tʰ     | tˤ     |            |            | kʰ       | qʰ       | ʡ      | ʔ      | (ʔˤ)   |
| 破裂音 | 無声音 | 硬音   | pː     | pːˤ  | tː     | tːˤ    |            |            | kː       | qː       |        |        |        |
| 破裂音 | 有声音 | 有声音 | b      | bˤ   | d      | dˤ     |            |            | ɡ        |          |        |        |        |
| 破裂音 | 放出音 | 放出音 | pʼ     |      | tʼ     |        |            |            | kʼ       | qʼ       |        |        |        |
| 破擦音 | 無声音 | 軟音   |        |      | tsʰ    | tsˤ    | tʃʰ        | tʃˤ        |          |          |        |        |        |
| 破擦音 | 無声音 | 硬音   |        |      | tsː    | tsːˤ   | tʃː        | tʃːˤ       |          |          |        |        |        |
| 破擦音 | 有声音 | 有声音 |        |      | dz     | dzˤ    | dʒ         | dʒˤ        |          |          |        |        |        |
| 破擦音 | 放出音 | 放出音 |        |      | tsʼ    |        | tʃʼ        |            |          |          |        |        |        |
| 摩擦音 | 無声音 | 無声音 | (f)    |      | s      | sˤ     | ʃ          | ʃˤ         | x        | x        | ʜ      | h      |        |
| 摩擦音 | 有声音 | 有声音 | (v)    |      | z      | zˤ     | ʒ          | ʒˤ         | ʁ        | ʁ        |        |        |        |
| R音    | 無声音 | 無声音 |        |      | r̥      |        |            |            |          |          |        |        |        |
| R音    | 有声音 | 有声音 |        |      | r      | rˤ     |            |            |          |          |        |        |        |
| 接近音 | 接近音 | 接近音 | w (ɥ)  | wˤ   | l      | lˤ     | j          |            |          |          |        |        |        |

フォーカス・ジェミネーションのため、ほぼすべての子音が硬音になる可能性があるが、語根で見られるのは上記の子音に限られる。t系の子音と/l/は歯歯茎音で、その他の列は歯茎音である。/x/は軟口蓋よりも後ろで聴音されるが、口蓋垂音とは言えない。側面音/l/は母音の直後を除いて軟口蓋化することがある。巻き舌音/r/は通常口蓋に1度しか触れずに調音されるため、はじき音[ɾ]と表現されることもある。文学的な使用域を除き、またその場合でも一部の話者のみだが、有声破擦音/dz/, /dʒ/は摩擦音/z/, /ʒ/に合流する。無声唇歯摩擦音/f/はヨーロッパの諸言語からの借用語にのみ見られる。/w/は二重母音としても子音としても発音される。子音かつ前舌母音の前の場合は[v]となる。
上表には約20個の咽頭化子音 (上付き文字ˤで示した) も表示されている。放出音を除き、唇音、歯茎音、歯茎後音は咽頭化されることがある。
子音に続く場合を除き、/ʢ/は音声的には[ʔˤ]であり、「咽頭化した」（実際には喉頭蓋化した）母音の前の声門閉鎖音であると主張することができる。しかし、前咽頭化した（喉頭蓋化した）子音に特徴的な分布制約はない。これらは前子音と/ʢ/の組み合わせとして分析される可能性があるが（たとえば、有声音の場合は[dʢ]、無声音の場合は[pʰʜ]として表れる）、ジョアンナ・ニコルズは、チェチェン語の子音連結に対する厳しい制約を考えると、単一の子音として分析する方が有用であると主張している。

### 母音
コーカサスの他の多くの言語と異なり、チェチェン語には母音が豊富にあり、その音域はヨーロッパのほとんどの言語よりも広い（ほとんどの母音は、方言や分析方法によって異なる、環境条件による異音変化の産物である）。母音の多くはウムラウトによるもので、標準方言ではウムラウトの生産性が高い。これまで使用されてきた綴字法では、母音を完全に正確に区別することはできなかった。
|          | 前舌      | 前舌      | 中舌～ 後舌 |
| 非円唇   | 円唇      |           | 中舌～ 後舌 |
| -------- | --------- | --------- | ----------- |
| 狭       | ɪ iː      | y yː      | ʊ uː        |
| 中       | e̞ e̞ː      | ø øː      | o̞ o̞ː        |
| 広       | (æ) (æː)  |           | ə ɑː        |
| 二重母音 | [je] [ie] | [ɥø] [yø] | [wo] [uo]   |

すべての母音は鼻音化することができる。鼻音化は、属格、不定詞、および話者によっては形容詞の主格を形成する際に行われる。鼻音化は強くないが、無声化した語末の母音でも聞き取れる程度には表れる。
いくつかの二重母音には異音が存在する。
- /ɥø/ = [ɥø], [ɥe], [we]
- /yø/ = [yø], [ye]
- /uo/ = [woː], [uə]

閉音節では、ほとんどの方言（キスティ語を除く）で長母音が短縮化されるが、多くの場合短母音とは区別される（例：長母音の短縮化＝[i], [u], [ɔ] and [ɑ̈] vs.短母音＝[ɪ], [ʊ], [o], and [ə]）。ただし、どの母音が区別されるかは方言によって異なる。
/æ/, /æː/と/e/, /eː/は補完的な分布をしているが（/æ/は咽頭化した子音の後に出現するが、/e/は出現しない。/æː/（ほとんどの話者にとって/æ/と同一）は閉音節に出現するが、/eː/は出現しない）、話者はこれらが別の音であると認識している。
咽頭化は子音の特徴であるように思われるが、分析によっては母音の特徴として扱われる。しかしニコルズは、これはチェチェン語の状況を十分に捉えていないと主張し、イングーシ語ではそれがより明確に母音の特徴であると主張している。「一つ」はチェチェン語で[tsʜaʔ]、イングーシ語で[tsaʔˤ]であり、ニコルズはこれを/tsˤaʔ/および/tsaˤʔ/と分析している。母音は、咽頭化した有声子音の後では遅れてつぶやくような音となり、咽頭化した無声子音の後では雑音の多い有気音となる。高母音/i/, /y/, /u/は二重母音化され[əi], [əy], [əu]となるが、二重母音/je/, /wo/は[ej], [ow]のように二重母音化する。

### 音韻規則
チェチェン語では、音節頭の子音クラスタ/st px tx/が認められ、非音節頭では任意の子音に/x r l/が続く子音クラスタも認められる。また、任意の子音と任意の阻害音および同様の調音方法の口蓋垂音も認められる。3つの子音の連続音として認められるのは/rst/のみである。

## 特徴
長母音や二重母音を含む多くの母音を区別する。6つの性（名詞クラス）を区別し、多くの格を持つ。能格型の格標示を行う。

## 表記

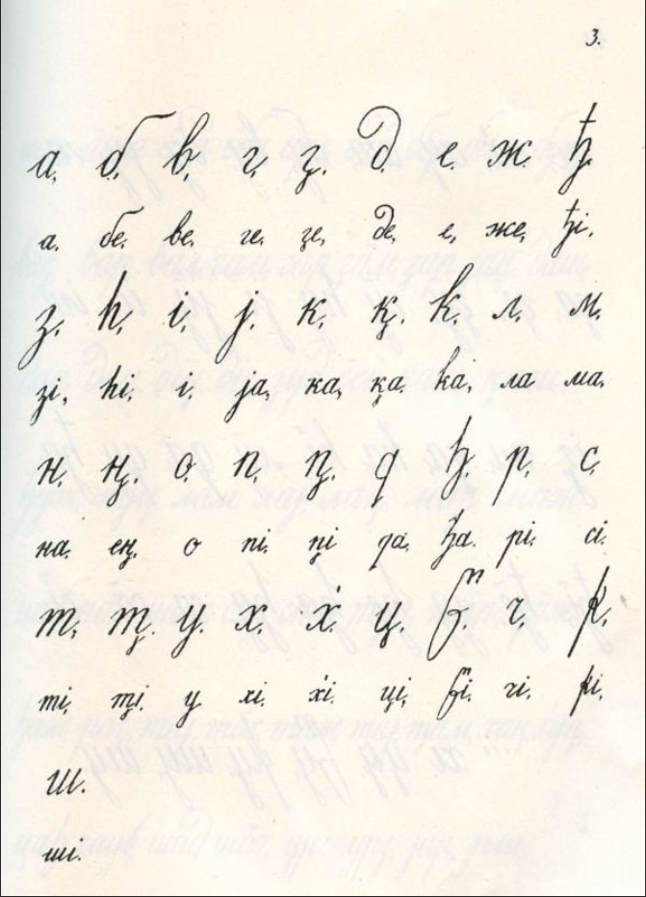
ウスラーとケディの1862年アルファベット

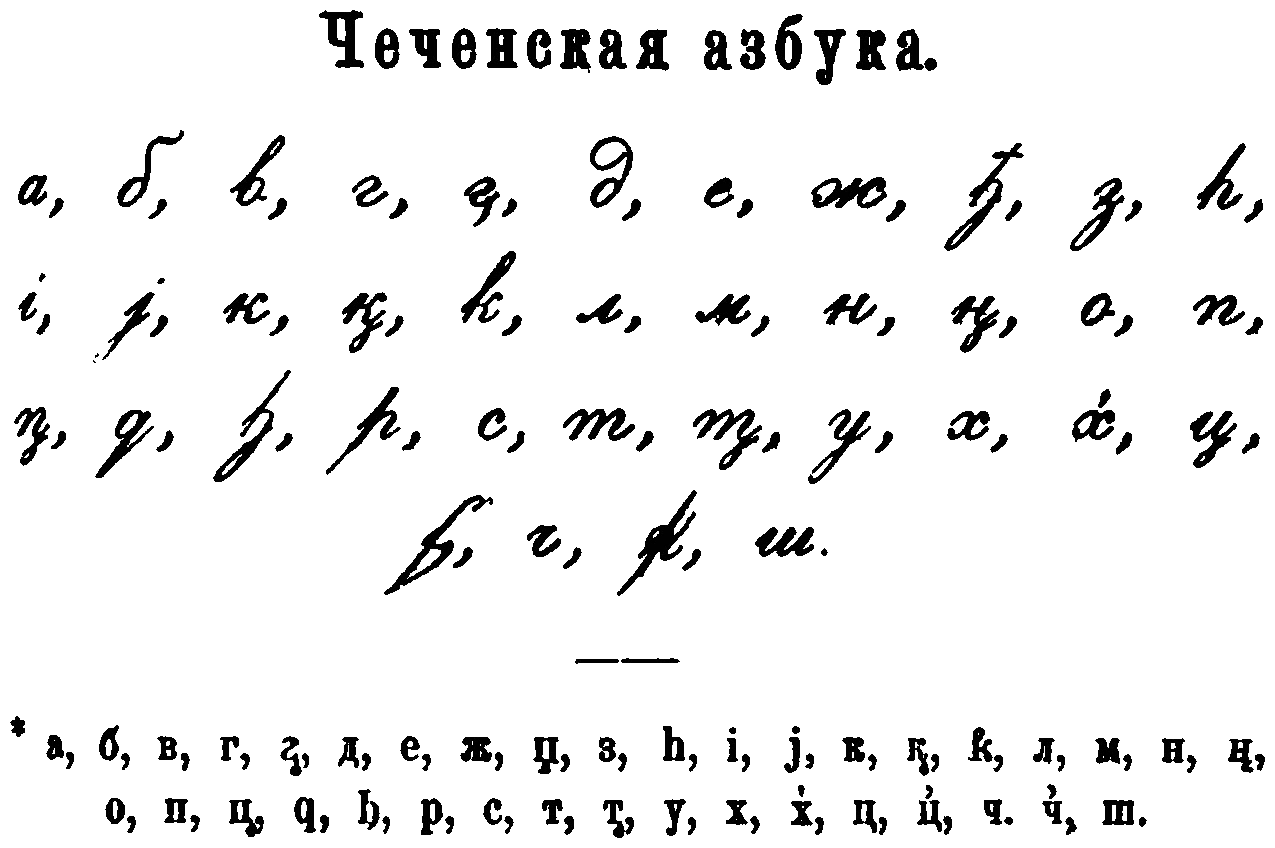
ウスラーの1888年アルファベット

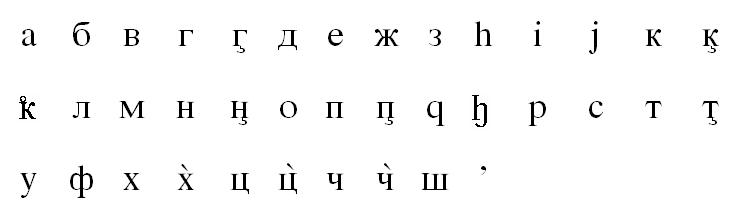
ウスラーの1911年アルファベット

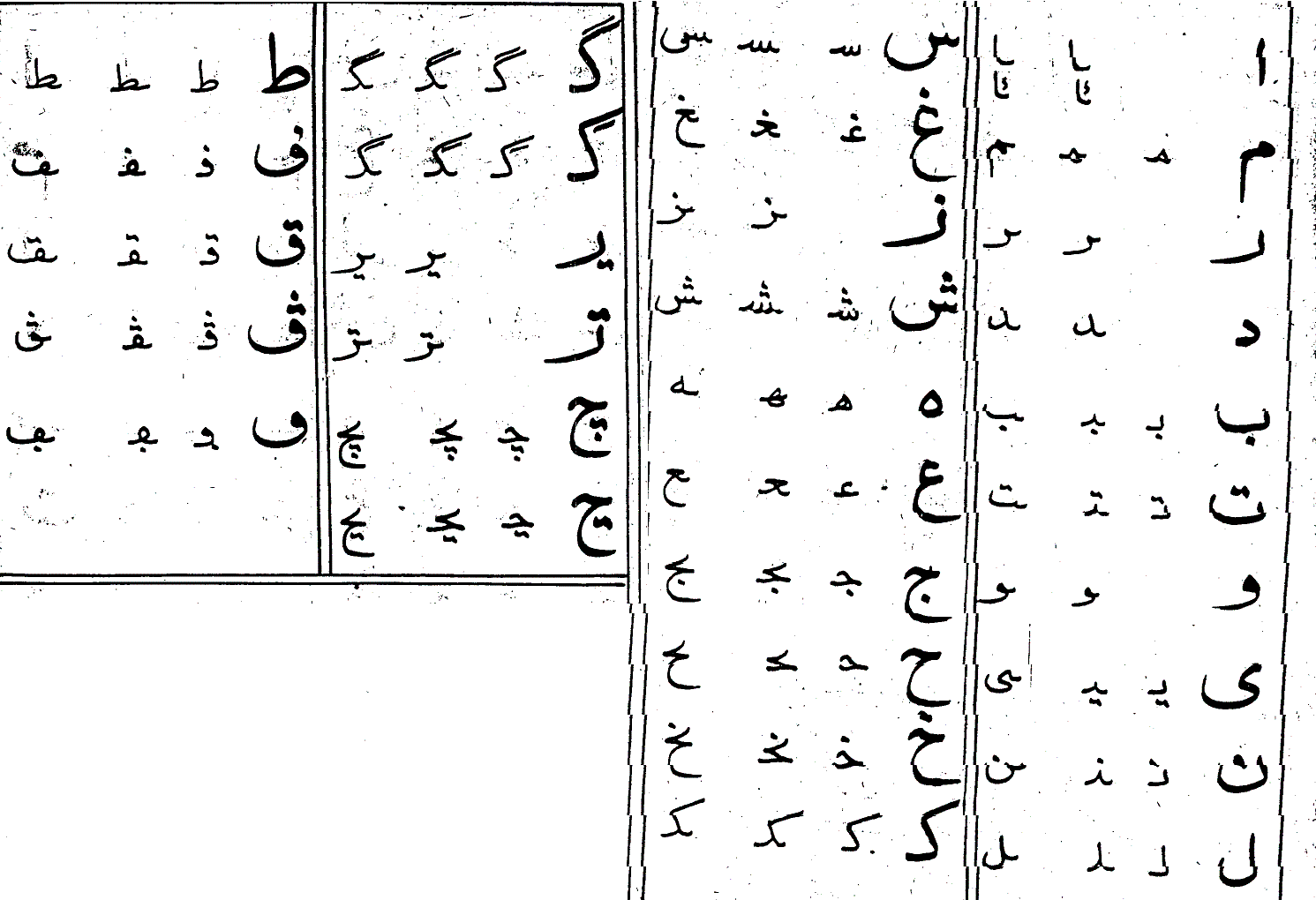
1925年 ABCブックにみられるアラビア文字のチェチェン語アルファベット

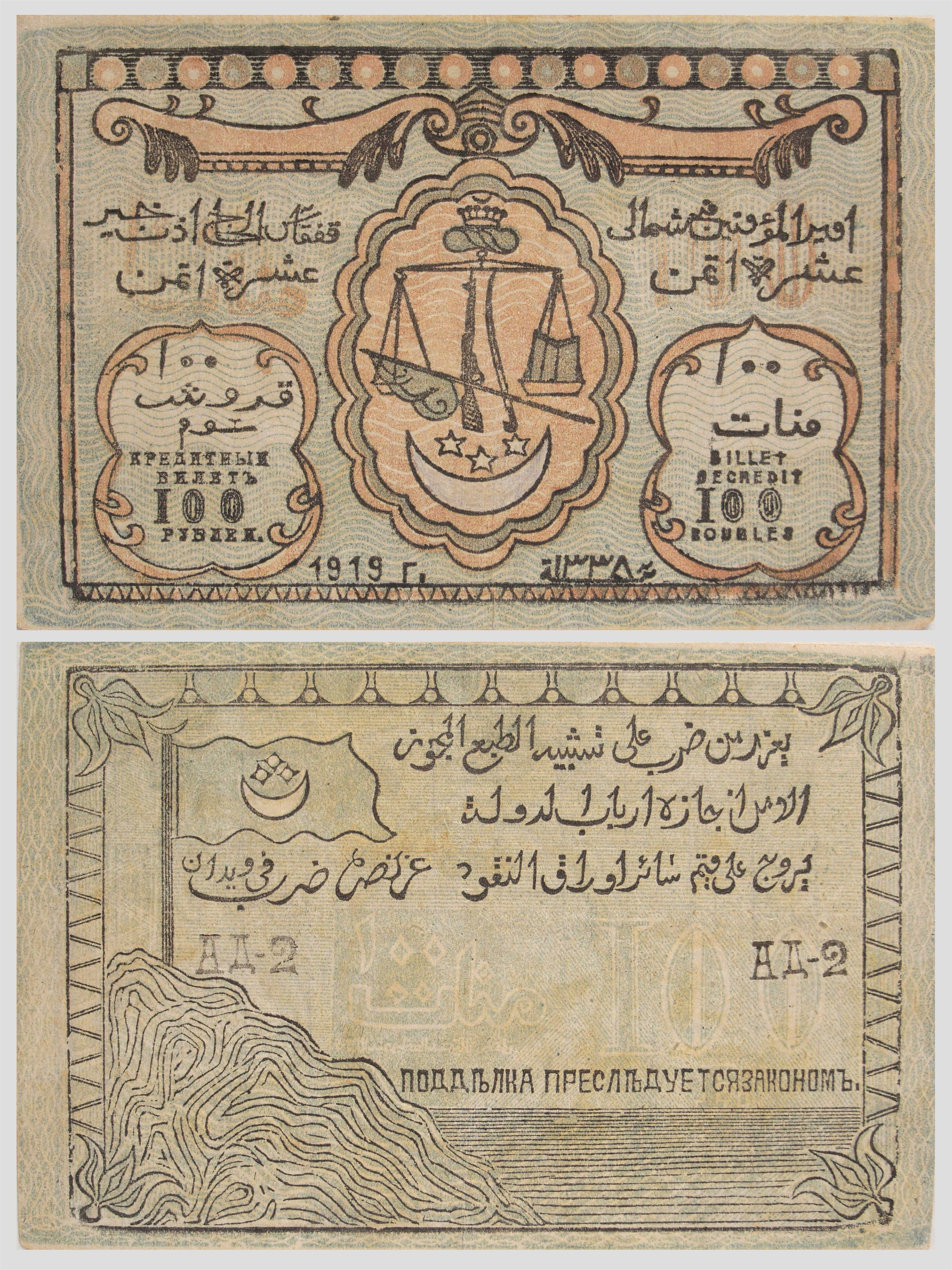
北カフカース首長国の紙幣

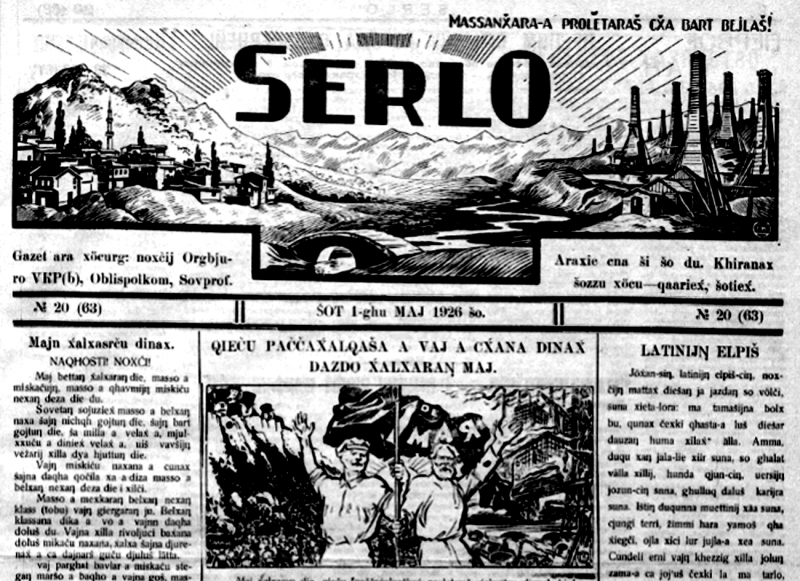
チェチェン・ソビエトの新聞「セルロ（光）」。コレニザーツィヤの時代、ラテン文字でチェチェン語が書かれていた。

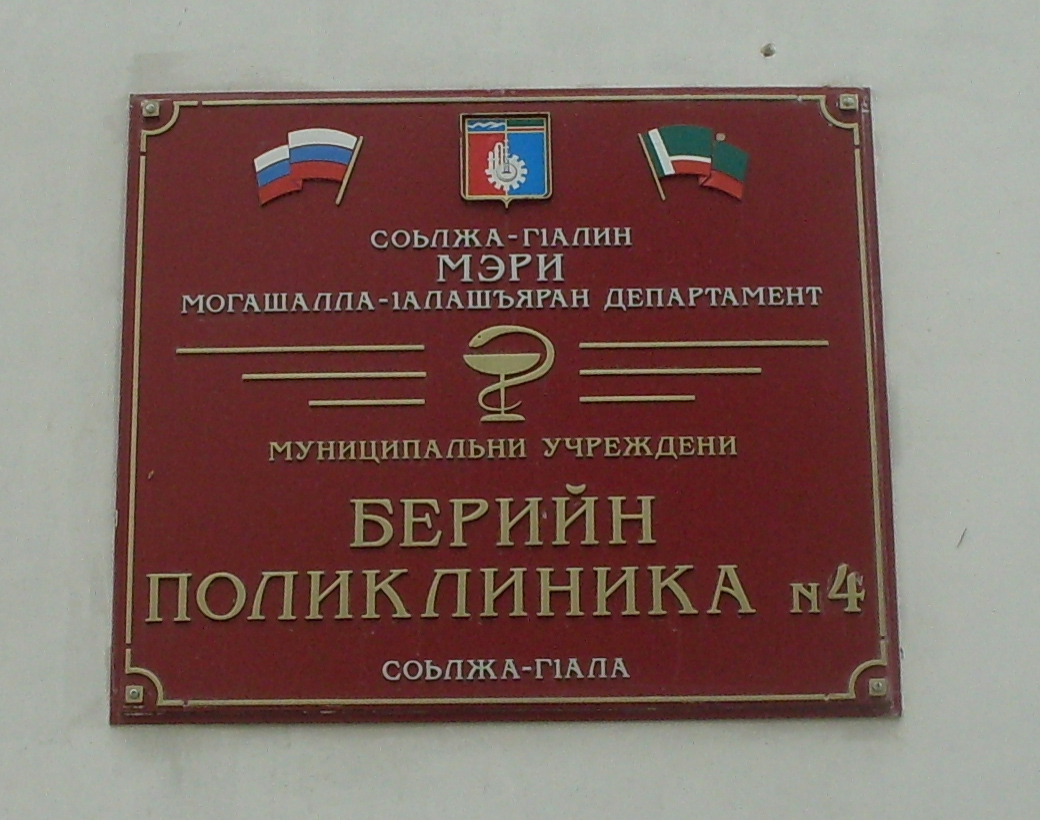
グロズヌイの皿に書かれたチェチェン語のキリル文字。パロチカを表す数字の1が使用されている。

チェチェンの山岳地帯ではグルジア文字で書かれた碑文が数多く発見されているが、それらは必ずしもチェチェン語とは限らない。その後イスラム教とともに、チェチェン語にアラビア文字が導入された。チェチェン語のアラビア文字はシャミールの治世に初めて改革され、1910年、1920年、1922年に再び改革された。
同時に、ピーター・フォン・ウスラーが考案したキリル文字、ラテン文字、グルジア文字からなるアルファベットが学術目的で使用された。1911年、このアルファベットも改正されたが、チェチェン人自身の間で普及することはなかった。
1920年代まではまれにアラビア文字で書かれていた。1920年代半ばにラテン文字による正書法が定められたが、1938年以降はキリル文字が用いられている。

### キリル文字
現在、キリル文字がチェチェン語の公的な表記体系として採用されている。この文字は1938年に制定され、それ以前のラテン文字に取って代わられた。1992年までチェチェン語ではキリル文字のみが使用されていた。ソビエト連邦が崩壊し、チェチェン・イチケリア共和国がロシアから事実上分離した後、新たにラテン文字による表記法が考案され、その解体までキリル文字と並行して使用された。
| А а   | Аь аь | Б б   | В в | Г г   | Гӏ гӏ | Д д   |
| Е е   | Ё ё   | Ж ж   | З з | И и   | Й й   | К к   |
| Кх кх | Къ къ | Кӏ кӏ | Л л | М м   | Н н   | О о   |
| Оь оь | П п   | Пӏ пӏ | Р р | С с   | Т т   | Тӏ тӏ |
| У у   | Уь уь | Ф ф   | Х х | Хь хь | Хӏ хӏ | Ц ц   |
| Цӏ цӏ | Ч ч   | Чӏ чӏ | Ш ш | Щ щ   | Ъ ъ   | Ы ы   |
| Ь ь   | Э э   | Ю ю   | Я я | Ӏ ӏ   |       |       |

### ラテン文字(1992年)
1992年、チェチェン・イチケリア共和国がロシアから事実上分離したことに伴い、ラテン文字を使用した新しい表記体系が導入され、キリル文字と並行して使用された。チェチェン語でラテン語ベースの正書法が作成されたのは2度目となる。しかし、ロシア軍によりチェチェン・イチケリア共和国政府が事実上崩壊した後、キリル文字が復活した。
| A a | Ä ä       | B b | C c | Ċ ċ   | Ç ç   | Ç̇ ç̇ |
| D d | E e       | F f | G g | Ġ ġ   | H h   | X x |
| Ẋ ẋ | I i       | J j | K k | Kh kh | L l   | M m |
| N n | Ꞑ ꞑ (Ŋ ŋ) | O o | Ö ö | P p   | Ph ph | Q q |
| Q̇ q̇ | R r       | S s | Ş ş | T t   | Th th | U u |
| Ü ü | V v       | Y y | Z z | Ƶ ƶ   | Ə ə   |     |

### ラテン文字(1925年)
ラテン文字が初めて導入されたのは1925年であり、それまで使用されていたアラビア文字に取って代わられた。1934 年にはさらに小さな変更が加えられ、チェチェン語の正書法がイングーシ語と統一されました。しかし、このラテン文字は1938年に廃止され、キリル文字に置き換えらた。
| A a   | Ä ä | B b   | C c   | Č č | Ch ch | Čh čh | D d   |
| E e   | F f | G g   | Gh gh | H h | I i   | J j   | K k   |
| Kh kh | L l | M m   | N n   | Ņ ņ | O o   | Ö ö   | P p   |
| Ph ph | Q q | Qh qh | R r   | S s | Š š   | T t   | Th th |
| U u   | Ü ü | V v   | X x   | Ẋ ẋ | Y y   | Z z   | Ž ž   |

### アラビア文字
チェチェン語で最初に広く使われた現代正書法は、19世紀に採用されたアラビア文字である。チェチェン語は伝統的な書き言葉ではなかったが、アラビア文字は地域のイスラム教やコーランの学校での指導用文字として人々に親しまれていたため、シャミールの治世中にアラビア文字が初めて標準化され、チェチェン語に採用された。16世紀以来、イスラム教はチェチェンの主要宗教であり、チェチェンとイングーシには200の宗教学校と3000人以上の生徒が存在しており、アラビア文字はチェチェン語話者の間で定着していた。
しかし、アラビア文字はそのままではチェチェン語には適さず、修正が必要であった。アラビア文字によるチェチェン語の表記法は数度にわたって様々な改良が加えられたが、チェチェンの社会においてしばしば物議を醸した。イスラム教の聖職者やチェチェン社会のより保守的な層は、アラビア文字はイスラム教と関連しているため神聖であり、変更してはならないという信念のもと、当初はアラビア文字のいかなる変更にも抵抗した。聖職者やイスラムの教育機関は、アラビア文字の改革案のあらゆる繰り返しに反対した。ペルシア語やオスマン・トルコ語などの言語では、アラビア文字を現地の言語に合わせるために修正することは何世紀にもわたって一般的に行われていたが、チェチェン語では、近接し影響力のある2つの文学的伝統とは別に、チェチェン語の必要性に焦点を当てた修正が行われた。当初、チェチェンのアラビア文字表記は次のようなものであった。
ي ﻻ ه و ن م ل ڮ ك ڨ ق ف غ ع ظ ط ض ص ش س ز ر ذ د خ ح ج ث ت ب ا 
このアルファベットでは、基本となるアラビア文字に次の2文字が追加された。
1. ڨ ‎：キリル文字"Къ"に相当し、音 /qʼ/を表す
2. ڮ ‎：キリル文字"Кӏ"に相当し、音 /kʼ/を表す
  - 後に ࢰ ‎に改訂

1910年、スガイプ・ガイスノフは、アラビア文字をチェチェン語の音声学的要求に近づけるための追加改革を提案した。スガイプ・ガイスノフは4つの子音文字を追加した。
1. ڥ ‎：キリル文字の Пӏ に相当し、 /pʼ/の音を表す
  - 後に ڢ ‎に改訂
2. ر࣮ ‎()：キリル文字"Ц"と"ЦL"に相当し、 /ts/と /tsʼ/の音を表す
3. چ ‎：キリル文字"Ч"と"Чӏ"に相当し、 /tʃ/と /t͡ʃʼ/の音を表す
4. گ ‎：キリル文字"Г"に相当し、 /ɡ/の音を表す

上記の改革では、 ص ‎ (ṣād/sād) と ض ‎ (zād/ḍād) の文字の使用はアラビア語からの借用語に限定されたが、聖職者や保守派の反対により廃止されなかった。別の短期間の修正では、スガイプ・ガイスノフは、子音としても母音としても読める文字、すなわち و ‎ (waw) (キリル文字の"В"または"О, Оь, У, Уь"に相当) と ی ‎ (yāʼ) (キリル文字の"Й"または"И"に相当) に上線 (◌ٙ) (U+0659) を追加することを提案した。この上線は混同を避けるために必要な場合、母音の使用を意味した。この修正はチェチェン語アルファベットには存続しなかった。1910年に改訂されたアラビア文字は1920年まで使用され続けた。
1920年、二人のチェチェン文学者、A.トゥガエフとT.エルダルハノフが文書を発表した。この文書では、2つの子音文字を追加する修正が提案された。
1. څ ‎：キリル文字"Чڏ"に相当し、 /t͡ʃʼ/の音を表す
  - 後に ڃ ‎に改訂
  - これにより、文字 چ ‎はキリル文字"Ч"に相当する音 /tʃ/のみを表すようになった
2. ڗ ‎：キリル文字 "Цڏ" に相当し、 /tsʼ/の音を表す
  - これにより、文字 ر̤ ‎ () はキリル文字"Ц"に相当する音 /ts/のみを表すようになった

上記の変更はチェチェンの子音を表す修正アラビア文字を作成するための最終段階だったが、アラビア文字のアルファベットは、まだチェチェン語の母音を表すのには適していなかった。アラビア文字自体はアブジャドに区分される。すなわち、母音はそのほとんどが シャクルと呼ばれるダイアクリティカルマークで示されるが、シャクルはほとんどの場合表記されない。アラビア文字を非アラビア語で使用できるようにアルファベットの体系に変換するプロセスは、ウイグル語やカザフ語、クルド語などでも行われてきた一般的なものであった。
こうしてチェチェン・アラビア文字の最終的な改訂が行われ、母音表記が標準化された。
| 語頭の母音       |        |         |                   |           |           |
| А а              | Аь аь  | Е е Э э | И и               | О о Оь оь | У у Уь уь |
| آ‎                | آ‎      | اە‎      | ایـ / ای‎          | اوٓ‎        | او‎        |
| 語中・語末の母音 |        |         |                   |           |           |
| ـا / ا / ـآ / آ‎  | ـا / ا‎ | ـە / ە‎  | ـیـ / یـ / ـی / ی‎ | ـوٓ / وٓ‎    | ـو / و‎    |
| A a Ə ə          | Ä ä    | E e     | I i               | O o Ö ö   | U u Ü ü   |

以下、1925年以前にチェチェン当局によって発行されたチェチェン語アラビア文字表記の最終版41文字、対応するIPAおよびキリル文字のリストを示す。
| アラビア文字 (対応するキリル文字) [IPA] | آ / ا‎ ‌( А а / Аь аь ) [ɑ]/[ɑː]/[æ]/[æː] | ب‎ ‌(Б б) [b]                 | ت‎ ‌(Т т) [t]     | ث‎ ‌(С с) [s]‍       | ج‎ ‌(Ж ж) [ʒ]/[d͡ʒ]             | ح‎ ‌(Хь хь) [ħ]                     |
| アラビア文字 (対応するキリル文字) [IPA] | خ‎ ‌(Х х) [x]                             | چ‎ ‌(Ч ч) [t͡ʃ]                | ڃ‎ ‌(ЧӀ чӀ) [t͡ʃʼ] | د‎ ‌(Д д) [d]       | ذ‎ ‌(З з) [z]                  | ر‎ ‌(Р р) [r]                       |
| アラビア文字 (対応するキリル文字) [IPA] | ز‎ ‌(З з) [z]                             | ر̤‎ () ‌(Ц ц) [t͡s]             | ڗ‎ ‌(ЦӀ цӀ) [t͡sʼ] | س‎ ‌(С с) [s]       | ش‎ ‌(Ш ш) [ʃ]                  | ص‎ ‌(S s) [s]                       |
| アラビア文字 (対応するキリル文字) [IPA] | ض‎ ‌(З з) [z]                             | ط‎ ‌(ТӀ тӀ) [tʼ]              | ظ‎ ‌(З з) [z]     | ع‎ ‌(Ӏ ӏ) [ʔ]       | غ‎ ‌(ГӀ гӀ) [ɡ]                | ف‎ ‌(П п / Ф ф) [p]/[f]             |
| アラビア文字 (対応するキリル文字) [IPA] | ڢ‎ ‌(ПӀ пӀ) [pʼ]                          | ق‎ ‌(Кх кх) [q]               | ق‎ ‌(Къ къ) [qʼ]  | ک‎ ‌(К к) [k]       | گ‎ ‌(Г г) [g]                  | ࢰ‎ ‌(КӀ кӀ) [kʼ]                    |
| アラビア文字 (対応するキリル文字) [IPA] | ل‎ ‌(Л л) [l]                             | م‎ ‌(М м) [m]                 | ن‎ ‌(Н н) [n]     | و‎ ‌(В в) [v]       | او / و‎ ‌(У у / Уь уь) [u]/[y] | اوٓ / وٓ‎ ‌(О о / Оь оь) [o]/[ɔː]/[ø] |
| アラビア文字 (対応するキリル文字) [IPA] | ھ‎ ‌(ХӀ хӀ) [h]                           | اە / ە‎ ‌(Е е / Э э) [e]/[ɛː] | ی‎ ‌(Й й) [j]     | ای / ی‎ ‌( И и) [i] | ئ‎ ‌(Ъ ъ) [ʔ]                  |                                   |

### 各表記体系の比較
アルファベットの個別の文字としてカウントされる単一の文字と二重音字、およびそれらの対応は下記の通りである。括弧内の文字は任意であり、ロシア語の単語にのみ見られる。
| キリル文字 | ラテン文字 (1992) | ラテン文字 (1925) | アラビア文字 | IPA     |
| ---------- | ----------------- | ----------------- | ------------ | ------- |
| А а        | A a (Ə ə)         | A a               | ا )آ)        | [a]     |
| Аь аь      | Ä ä               | Ä ä               | ا            | [æ]     |
| Б б        | B b               | B b               | ب            | [b]     |
| В в        | V v               | V v               | و            | [v]     |
| Г г        | G g               | G g               | گ            | [g]     |
| Гӏ гӏ      | Ġ ġ               | Gh gh             | غ            | [ɣ]     |
| Д д        | D d               | D d               | د            | [d]     |
| Е е        | E e / Ye ye       | E e / Je je       | ە            | [e/je]  |
| Ё ё        | Yo yo             | Jo jo             | يوۤ           | [jo]    |
| Ж ж        | Ƶ ƶ               | Ž ž               | ج            | [ʒ/dʒ]  |
| З з        | Z z               | Z z               | ز/ذ/ض        | [z/dz]  |
| И и        | I i               | I i               | ى            | [i]     |
| Й й        | Y y               | J j               | ي            | [j]     |
| К к        | K k               | K k               | ك            | [k]     |
| Кх кх      | Q q               | Q q               | ق            | [q]     |
| Къ къ      | Q̇ q̇               | Qh qh             | ڨ            | [q’]    |
| Кӏ кӏ      | Kh kh             | Kh kh             | ڮ            | [k’]    |
| Л л        | L l               | L l               | ل            | [l]     |
| М м        | M m               | M m               | م            | [m]     |
| Н н        | N n               | N n               | ن            | [n]     |
| Н н        | Ŋ ŋ (Ꞑ ꞑ)         | Ņ ņ               | -            | [ŋ]     |
| О о        | O o               | O o               | ووۤ/وۤ         | [o/wo]  |
| Оь оь      | Ö ö               | Ö ö               | وۤ            | [ɥø/yø] |
| П п        | P p               | P p               | ف            | [p]     |
| Пӏ пӏ      | Ph ph             | Ph ph             | ڢ            | [p’]    |
| Р р        | R r               | R r               | ر            | [r]     |
| С с        | S s               | S s               | س/ ث/ ص      | [s]     |
| Т т        | T t               | T t               | ت            | [t]     |
| Тӏ тӏ      | Th th             | Th th             | ط            | [t’]    |
| У у        | U u               | U u               | و            | [uʊ]    |
| Уь уь      | Ü ü               | Ü ü               | و            | [y]     |
| Ф ф        | F f               | F f               | ف            | [f]     |
| Х х        | X x               | X x               | خ            | [x]     |
| Хь хь      | Ẋ ẋ               | Ẋ ẋ               | ح            | [ʜ]     |
| Хӏ хӏ      | H h               | H h               | ه            | [h]     |
| Ц ц        | C c               | C c               | ڔٜ            | [ts]    |
| Цӏ цӏ      | Ċ ċ               | Ch ch             | ڔٜ            | [ts’]   |
| Ч ч        | Ç ç               | Č č               | چ            | [tʃ]    |
| Чӏ чӏ      | Ç̇ ç̇               | Čh čh             | ڃ            | [tʃ’]   |
| Ш ш        | Ş ş               | Š š               | ش            | [ʃ]     |
| Щ щ        | Şç şç             | Šč šč             | -            | [ʃtʃ]   |
| Ъ ъ        | ' / Ə ə           | -                 | ئ            | [ʔ]     |
| Ы ы        | -                 | -                 | -            | -       |
| Ь ь        | -                 | -                 | -            | -       |
| Э э        | E e               | E e               | اە           | [e]     |
| Ю ю        | Yu yu             | Ju ju             | يو           | [ju]    |
| Юь юь      | Yü yü             | Jü jü             | يو           | [jy]    |
| Я я        | Ya ya             | Ja ja             | يآ (يا)      | [ja]    |
| Яь яь      | Yä yä             | Jä jä             | يا           | [jä]    |
| Ӏ ӏ        | J j               | Y y               | ع            | [ʡ/ˤ]   |

その他、長母音と子音字母のシーケンスがいくつかある。それ自体は個別の文字としてカウントされないが、対応関係を明確にするために以下に示す。
| キリル文字 | 名称 | アラビア文字 (1925) | ラテン文字 | 名称 | IPA  |
| ---------- | ---- | ------------------- | ---------- | ---- | ---- |
| Ий ий      |      | یی                  | Iy iy      |      | /iː/ |
| Кк кк      |      | کک                  | Kk kk      |      | /kː/ |
| Ккх ккх    |      | قق                  | Qq qq      |      | /qː/ |
| Ов ов      | ов   | وٓو                  | Ov ov      | ov   | /ɔʊ/ |
| Пп пп      |      | فف                  | Pp pp      |      | /pː/ |
| Рхӏ рхӏ    |      | رھ                  | Rh rh      |      | /r̥/  |
| Сс сс      |      | سس                  | Ss ss      |      | /sː/ |
| Тт тт      |      | تت                  | Tt tt      |      | /tː/ |
| Ув ув      |      | وو                  | Uv uv      |      | /uː/ |
| Уьй уьй    | уьй  | و                   | Üy üy      | üy   | /yː/ |

## 文法
チェチェン語は膠着語であり、能格・絶対格のアラインメントを有する。チェチェン語の名詞はいずれかの名詞クラスに属し、それぞれに特定の接頭辞があり、動詞または付随する形容詞がそれに一致する。動詞は人称や数に一致せず、時制と分詞のみを持つ。希求法や逆受動態などの変化もとるが、一部の動詞はこれらの接頭辞をとらない。
能格言語かつ従属部標示言語であり、8つの文法格（絶対格、属格、与格、能格、向格、具格、処格、比較格）、および多数の後置詞を用いて文中における名詞の役割を示す。
語順は一貫して前置修飾（日本語やトルコ語に同じ）であり、形容詞、指示語、関係節は修飾する名詞の前に置かれる。補語や副詞的従属節は、他の北東コーカサス語族や北西コーカサス語族の言語と同様に、独立した語ではなく接辞となっている。
チェチェン語は辞書学にとっても興味深い課題を提示している。チェチェン語で新しい単語を作るためには、接尾辞を追加したり既存の単語を組み合わせたりするのではなく、フレーズ全体を固定してから派生させる必要がある。チェチェン語の文法では動詞を形態素として借用することができないため、どのフレーズが辞書のどの単語に属するかを判断するのが難しい場合がある。他の言語にある概念をチェチェン語に導入する場合、動詞 dan (する) を名詞句と組み合わせて表現する。

### 名詞クラス
チェチェン語の名詞は、語彙に応じて6つの名詞クラスに分類される。形態論的には、名詞クラスは付随する動詞の接頭辞の変化によって参照される場合があり、多くの場合形容詞も変化する。名詞クラスの最初の2つは人間を表す語が該当するが、これらを2つのクラスと数える文法学者もいれば、1つのクラスと数える者もいる。一方、他のクラスは語彙に応じて恣意に分類されている。チェチェン語の名詞クラスは、それらを参照する接頭辞に従って命名される。
| 名詞クラス   | 語例               | 単数接辞 | 複数接辞 | 単数形の一致例                         | 複数形の一致例                                |
| ------------ | ------------------ | -------- | -------- | -------------------------------------- | --------------------------------------------- |
| 1. vクラス   | k'ant 「少年」     | v-       | b-/d-    | k'ant v-eza v-u 「その少年は重い」     | k'entii d-eza d-u 「それらの少年は重い」      |
| 2. yクラス   | zuda 「女性」      | y-       | b-/d-    | zuda y-eza y-u 「その女性は重い」      | zudari b-eza b-u 「それらの女性は重い」       |
| 3. yクラスII | ph'āgal 「うさぎ」 | y-       | y-       | ph'āgal y-eza y-u 「そのうさぎは重い」 | ph'āgalash y-eza y-u 「それらのうさぎは重い」 |
| 4. dクラス   | naž 「オーク」     | d-       | d-       | naž d-eza d-u 「そのオークは重い」     | niežnash d-eza d-u 「それらのオークは重い」   |
| 5. bクラス   | mangal 「鎌」      | b-       | b-/Ø-    | mangal b-eza b-u 「その鎌は重い」      | mangalash b-eza b-u 「それらの鎌は重い」      |
| 6. bクラスII | ˤaž 「りんご」     | b-       | d-       | ˤaž b-eza b-u 「そのりんごは重い」     | ˤežash d-eza d-u 「それらのりんごは重い」     |

名詞が人間を表す場合、通常はvクラスまたはyクラス（クラス1または2）に分類される。男性を指す名詞のほとんどはvクラスに分類されるが、クラス2には女性に関連する単語が含まれる。例えば、lūlaxuo「隣人」は通常クラス1と見なされるが、男性の隣人を指す場合はv-、女性の隣人を指す場合はy-になる。このような用例はスペイン語のestudiante「学生」（el estudianteは男性の学生を指し、la estudianteは女性の学生を指す）などと同様である。
いくつかの単語では、名詞の前の接頭辞を変えることで文法上の性別が示される（vоsha「兄弟」→ yisha「姉妹」など）。ただし、人間を表す名詞の中にもクラス1や2に属さないものがある（例：bēr「子供」＝クラス3）。

#### 分類形容詞
チェチェン語の形容詞のうち、名詞クラスと一致しているものはごくわずかで、文献上では分類形容詞（classed adjectives,定訳を知らない）と呼ばれている。下記に代表的な分類形容詞を、dクラスの接辞をつけた状態で提示する。
- деза (d-eza)「重い」
- довха (d-ouxa)「熱い」
- деха (d-iexa)「長い」
- дуькъа (d-yq’a)「太い」
- дораха (d-oraxa)「安い」
- дерстана (d-erstana)「太い」
- дуьткъа (d-ytq’a)「薄い」
- доца (d-oca)「短い」
- дайн (d-ain)「軽い」
- дуьзна (d-yzna)「満ちた」
- даьржана (d-aerzhana)「広がった」
- доккха (d-oqqa)「大きい；古い」

### 格変化
印欧語族は形態素が名詞クラス（性）と格の双方を示すのに対し、チェチェン語の名詞にクラス標示は見られず、8つの格変化を残すのみとなっている。そのうち4つ（絶対格、能格、属格、与格）は中核格(core case)と呼ばれている。以下は"говр"（馬）の語形変化である。
| 格     | 単数              | 複数                |
| ------ | ----------------- | ------------------- |
| 絶対格 | говр gour         | говраш gourash      |
| 属格   | говран gouran     | говрийн gouriin     |
| 与格   | говрана gour(a)na | говрашна gourashna  |
| 能格   | говро gouruo      | говраша gourasha    |
| 向格   | говре gourie      | говрашка gourashka  |
| 具格   | говраца gouratsa  | говрашца gourashtsa |
| 処格   | говрах gourax     | говрех gouriäx      |
| 比較格 | говрал goural     | говрел gouriäl      |

### 代名詞
最初のセルには正書法を、2番目のセルにはIPAを示した。
| 格             | 1人称単数 | 1人称単数 | 2人称単数 | 2人称単数 | 3人称単数 | 3人称単数   | 1人称複数(包括形) | 1人称複数(包括形) | 1人称複数(除外形) | 1人称複数(除外形) | 2人称複数 | 2人称複数 | 3人称複数  | 3人称複数    |
| -------------- | --------- | --------- | --------- | --------- | --------- | ----------- | ----------------- | ----------------- | ----------------- | ----------------- | --------- | --------- | ---------- | ------------ |
| 絶対格         | со        | /sʷɔ/     | хьо       | /ʜʷɔ/     | и, иза    | /ɪ/, /ɪzə/  | вай               | /vəɪ/             | тхо               | /txʷʰo/           | шу        | /ʃu/      | уьш, уьзаш | /yʃ/, /yzəʃ/ |
| 属格           | сан       | /sən/     | хьан      | /ʜən/     | цуьнан    | /tsʰynən/   | вайн              | /vəɪn/            | тхан              | /txʰən/           | шун       | /ʃun/     | церан      | /tsʰierən/   |
| 与格           | суна      | /suːnə/   | хьуна     | /ʜuːnə/   | цунна     | /tsʰunːə/   | вайна             | /vaɪnə/           | тхуна             | /txʰunə/          | шуна      | /ʃunə/    | царна      | /tsʰarnə/    |
| 能格           | ас        | /ʔəs/     | ахь       | /əʜ/      | цо        | /tsʰuo/     | вай               | /vəɪ/             | оха               | /ʔɔxə/            | аша       | /ʔaʃə/    | цара       | /tsʰarə/     |
| 向格           | соьга     | /sɥœgə/   | хьоьга    | /ʜɥœgə/   | цуьнга    | /tsʰyngə/   | вайга             | /vaɪgə/           | тхоьга            | /txʰɥœgə/         | шуьга     | /ʃygə/    | цаьрга     | /tsʰærgə/    |
| 具格           | соьца     | /sɥœtsʰə/ | хьоьца    | /ʜɥœtsʰə/ | цуьнца    | /tsʰyntsʰə/ | вайца             | /vaɪtsʰə/         | тхоьца            | /txʰɥœtsʰə/       | шуьца     | /ʃytsʰə/  | цаьрца     | /tsʰærtsʰə/  |
| 処格           | сох       | /sʷɔx/    | хьох      | /ʜʷɔx/    | цунах     | /tsʰunəx/   | вайх              | /vəɪx/            | тхох              | /txʰʷɔx/          | шух       | /ʃux/     | царах      | /tsʰarəx/    |
| 比較格         | сол       | /sʷɔl/    | хьол      | /ʜʷɔl/    | цул       | /tsʰul/     | вайл              | /vəɪl/            | тхол              | /txʰʷɔl/          | шул       | /ʃul/     | царел      | /tsʰarɛl/    |
| 再帰所有代名詞 | сайн      | /səɪn/    | хьайн     | /ʜəɪn/    | шен       | /ʃɛn/       | вешан             | /vieʃən/          | тхайн             | /txəɪn/           | шайн      | /ʃəɪn/    | шайн       | /ʃəɪn/       |
| 所有代名詞     | сайниг    | /səɪnɪg/  | хьайниг   | /ʜəɪnɪg/  | шениг     | /ʃɛnɪg/     | вешаниг           | /vieʃənɪg/        | тхайниг           | /txəɪnɪg/         | шайниг    | /ʃəɪnɪg/  | шайниг     | /ʃəɪnɪg/     |

この他、処格には特定の位置を表すさらにいくつかの形式が存在する。

### 動詞
動詞は1人称および 2人称複数を表す特別な d- 接頭辞を除いて人称変化をとらず、数、時制、相、法のみに従って変化する。少数の動詞は、接頭辞を付加することによって絶対格の名詞と一致する（自動詞の場合は主語、他動詞の場合は目的語と一致する）。
複合動詞を伴う自動詞節の動詞一致の例：
- Со цхьан сахьтехь вогІур ву (so tsHan saHteH voghur vu) = 私（男性）は1時間後に来る。
- Со цхьан сахьтехь йогІур ю (so tsHan saHteH yoghur yu) = 私（女性）は1時間後に来る。

ここでは、動詞の未来語幹 -oghur (will come) と助動詞 -u (be の現在形) の両方に、男性一致を表す接頭辞 v- と女性一致を表す接頭辞 y- が付加される。
助動詞 -u（コピュラ）で形成される複合継続時制の他動詞節では、動作主と目的語の両方が絶対格で示される。この「二重絶対格」（biabsolutive, 定訳を知らない）とも呼ばれる構文では、分詞形の主動詞は目的語に一致し、助動詞は動作主に一致する。
- Cо бепиг деш ву (diesh vu) = 私（男性）はパンを作っている。

ここでは、分詞d-ieshは目的語に一致し、助動詞v-uは動作主に一致している。
動詞の時制は、母音交替もしくは接尾辞、あるいはその両方によって形成される (活用は全5種類あり、内1つを下記に示す)。派生語幹も接尾辞によって形成される (使役など）。
| 時制             | 例          |
| ---------------- | ----------- |
| 命令（＝不定詞） | д*ига       |
| 単純現在         | д*уьгу      |
| 複合現在         | д*уьгуш д*у |
| 近過去           | д*игу       |
| 目撃過去         | д*игира     |
| 完了             | д*игна      |
| 過去完了         | д*игнера    |
| 習慣過去         | д*уьгура    |
| 見込未来         | д*уьгур     |
| 実未来           | д*уьгур д*у |

| 時制             | 基本形 「飲む」 | 使役形 「飲み物を作る；濡らす」 | 許可形 「飲むことを許す」 | 許可使役形 「飲み物を作ることを許す」 | 可能形 「飲める」 | 開始形 「飲み始める」 |
| ---------------- | --------------- | ------------------------------- | ------------------------- | ------------------------------------- | ----------------- | --------------------- |
| 命令（＝不定詞） | мала            | мало                            | малийта                   | мала д*айта                           | мала д*ала        | мала д*āла            |
| 単純現在         | молу            | мала д*о                        | молуьйто                  | мала д*ойту                           | малало            | мала д*олу            |
| 近過去           | малу            | малий                           | малийти                   | мала д*айти                           | мала д*ели        | мала д*ēли            |
| 目撃過去         | мелира          | малийра                         | малийтира                 | мала д*айтира                         | мала д*елира      | мала д*ēлира          |
| 完了             | мелла           | малийна                         | малийтина                 | мала д*айтина                         | мала д*елла       | мала д*аьлла          |
| 過去完了         | меллера         | малийнер                        | малийтинера               | мала д*айтинера                       | мала д*елера      | мала д*аьллера        |
| 習慣過去         | молура          | мала д*ора                      | молуьйтура                | мала д*ойтура                         | малалора          |                       |
| 見込未来         | молур           | мала д*ер                       | молуьйтур                 | мала д*ойтур                          | малалур           | мала д*олур           |
| 実未来           | молур д*у       | мала д*ийр д*у                  | молуьйтур д*у             | мала д*ойтур д*у                      | малалур д*у       | мала д*олур д*у       |

## 語彙
チェチェン語の語彙のほとんどは北東コーカサス語族のナフ語派に由来しているが、少数ながらアラビア語（"Iman", "Ilma", "Do'a"等のイスラム用語）に由来する語や、トルコ語（"kuzga", "shish"等コーカサスの普遍的な借用語層に属する）に由来する語、そして近年ではロシア語（"kamputar"「コンピューター」、"telvideni"「テレビ」、"telvizar"[テレビ送受信機」、"metro"「地下鉄」などの現代用語）に由来する語も存在する。